# Quercus pyrenaica
Quercus pyrenaica (дуб піренейський) — вид рослин з родини Букові (Fagaceae); поширений у західному Середземномор'ї.

## Опис
Це високе дерево, яке виростає до 25 м заввишки. Утворює широку крону, іноді зводиться до чагарника. Кора сірувато-коричнева, товста, потріскана. Пагони й бруньки густо волосисті. Листки зворотнояйцювато-довгасті, (5)8–16(22) × (3.5)4–12(14 см, із зірчастими волосками з обох боків, лопатеві; черешок 5–20(30) мм, волосистий. Відмерлі листки лишаються на дереві, поки нове листя не проросте навесні. Чоловічі квіти в сережках. Жіночі квітки одиночні або групами по 2–3. Плід — жолудь. 2n = 24. Цвіте з лютого по травень.

## Поширення
Поширення: пн. Марокко, Португалія, Іспанія, Франція, провінція Турин — Італія.
Займає перехідні райони між досить вологими помірними й середземноморськими напівсухими умовами. Це панівне дерево в його центральній частині ареалі; часто утворює великі ліси. На півночі часто росте в поєднанні з помірними видами дуба, а на півдні — у прохолодних гірських районах, поряд із вічнозеленим та пробковим дубом (Quercus robur і Quercus petraea). Вид пристосований для виживання в жарких місцевих температурах, маючи короткий сезон зростання, щоб уникнути літньої посухи. Вид має високі здатності до відтворення. 

## Використання
Пиломатеріали використовують для виготовлення бочок, залізничного полотна. Кора багата таніном і використовується в шкірній промисловості. Лісові масиви використовуються видобутку дров (нині рідко), випасу худоби та виробництва деревного вугілля. Його також висаджують як декоративне дерево.

## Загрози й охорона
У межах Європи вид зазнав значних втрат чисельності через втрати середовища проживання та перетворення земель для сільського господарства й пасовищ. Ліси також були замінені на такі породи дерев, як сосни, евкаліпт та акація. Дедалі більшою загрозою стають пожежі, які сприяють зростанню інших видів дуба, з якими Q. pyrenaica не може конкурувати. Крім того, в Європі врожайність жолудів знижується і є надмірне їх споживання тваринами, отже регенераційна здатність втрачається. Вид вразливий до серйозної атаки від таких  комах, як Tortrix viridana, Lymantria dispar, Euproctis chrysorrhoe. Конкретні загрози для марокканської популяції невідомі, але, ймовірно, вони аналогічні.
Вид зростає в заповідних територіях по всьому ареалу, а його середовище проживання захищене згідно з директивами про оселища в ЄС. В Андалусії, Іспанія вид має статус VU.

## Галерея

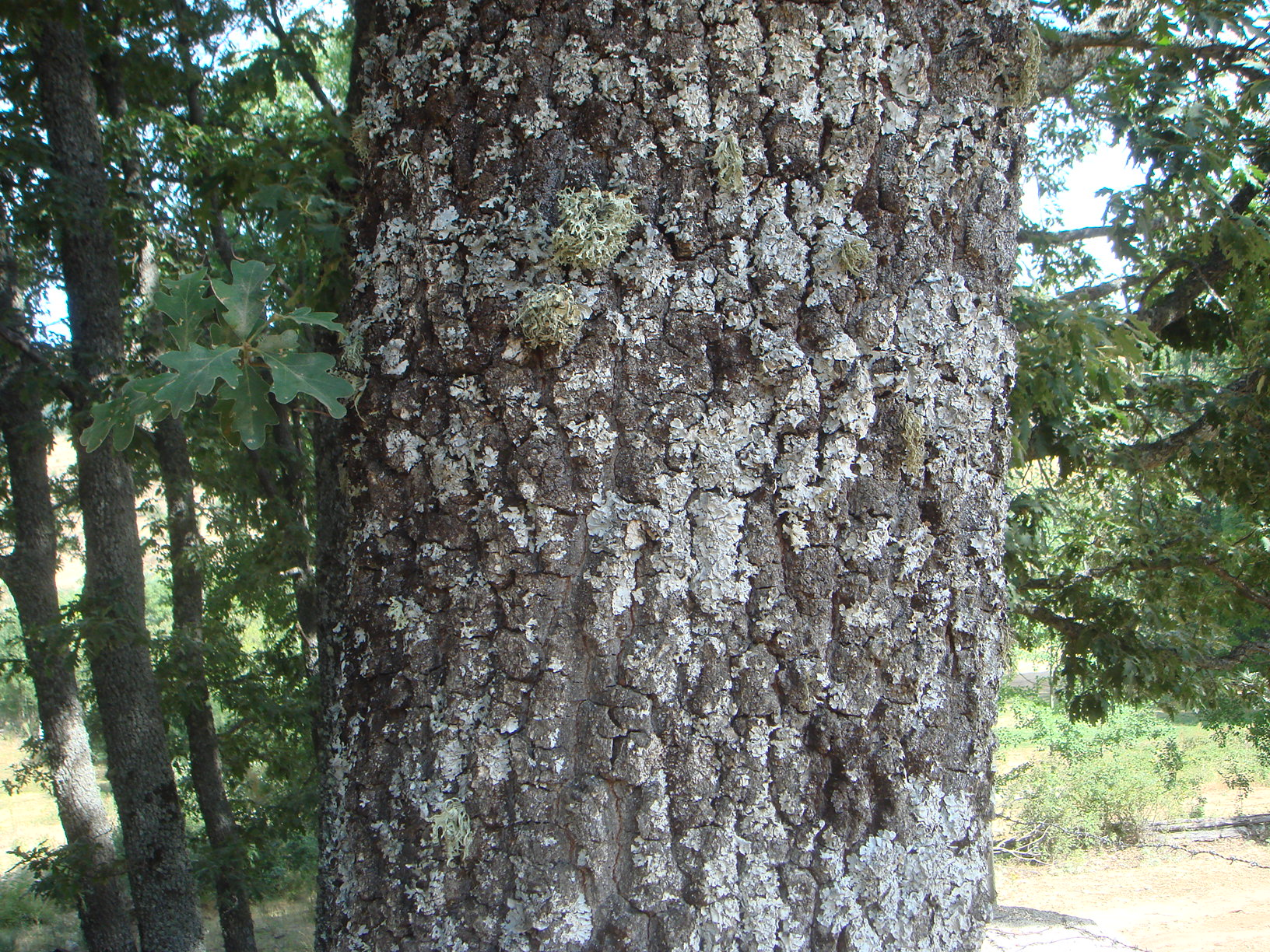
стовбур
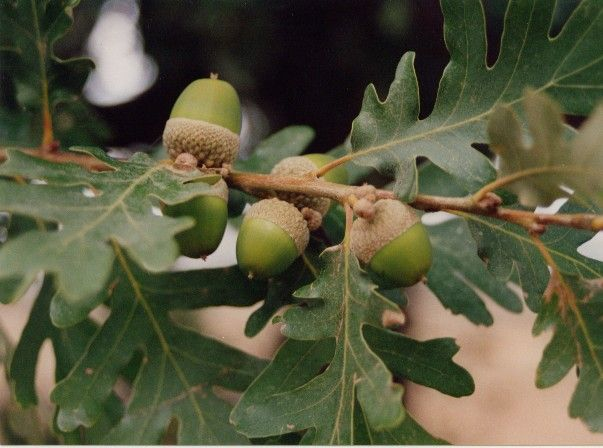
листки, плоди
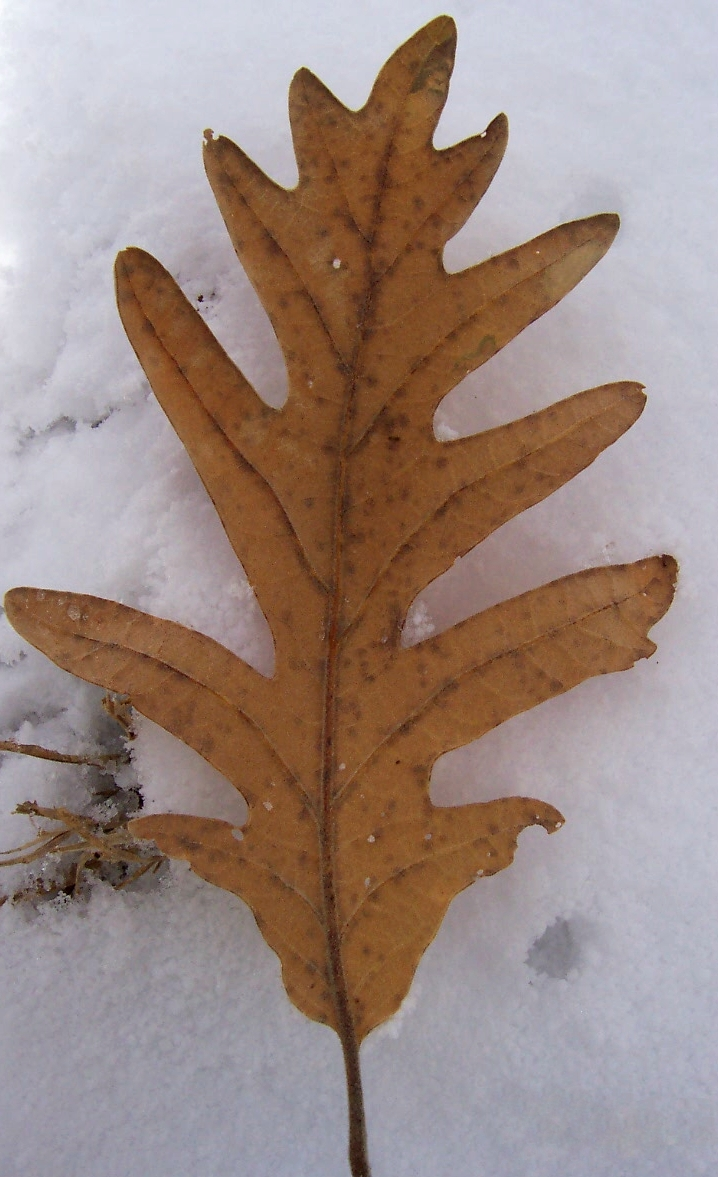
листок
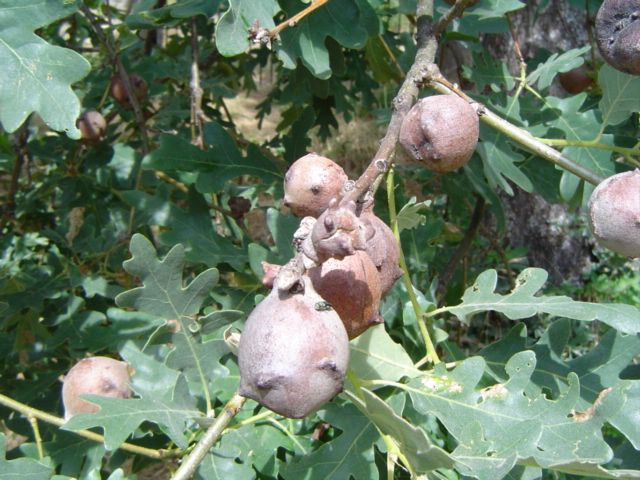
гали